# باشيكوم
باشيكوم (بالإنجليزية: Pachicom)‏ (باليابانية: パチコン) ، هي لعبة فيديو إلكترونية أنتجت سنة 1985م، وهي لعبة من نوع ألغاز على الطريقة البريطانية.

## مصدر
1. ↑  Bear'sat Game Developer Research Institute نسخة محفوظة 09 أكتوبر 2016 على موقع واي باك مشين.
2. ↑  "Nintendo Family Computer cartridge information". NESCartDB. مؤرشف من الأصل في 2017-09-14. اطلع عليه بتاريخ 2012-01-19.

## وصلات خارجية
- Pachicom at MobyGames
- Pachicom (MSX) at GameFAQs
- Pachicom (Family Computer) at GameFAQs
- Pachicom (Famicom Disk System) at GameFAQs
- Pachicom (PC-88) at NEC PC Data Base
- Pachicom at Giant Bomb